# The King of Fighters '96
The King of Fighters '96 est un jeu vidéo de combat développé et édité par SNK sur Neo-Geo MVS, Neo-Geo AES et Neo-Geo CD en 1996 (NGM 214),,,. Il fut réédité sur Saturn, PlayStation, Game Boy, PlayStation 2, PlayStation 3 et PlayStation Portable.
Il s'agit du troisième épisode de la série The King of Fighters.

## Présentation
The King of Fighters '96 est le troisième épisode de la série, il est d'abord publié au Japon en salle d'arcade via le système Neo-Geo MVS le 30 juillet 1996. Le titre est ensuite édité sur Neo-Geo AES dont la cartouche tient sur 362 mega avec une sortie le 27 septembre 1996. La version Neo-Geo CD est publiée ensuite le 25 octobre 1996. The King of Fighters '96 est porté et publié sur Sega Saturn le 31 décembre 1996 sur le territoire japonais uniquement,. La version Saturn est accompagnée d'une cartouche de RAM qui augmente de 33% la mémoire interne de la console. Elle permet d'afficher une amélioration au niveau de l'animation des personnages mais également des arrières-plan du jeu. 
Les arènes sont un peu plus détaillées et l'on peut y apercevoir notamment des panneaux d'affichage clignotants, des foules qui s'agitent ou encore des véhicules en mouvement. La cartouche de RAM propose également des temps de chargement considérablement réduits et pratiquement inexistants entre les combats. Les musiques du jeu ont également été remixées pour la version Saturn. The King of Fighters '96 est édité sur PlayStation et publié le 4 juillet 1997, tout comme pour la version Saturn, la version PlayStation est exclusive au Japon.

## Histoire
Depuis le dernier King of Fighters qui a vu la mort de Rugal, le tournoi est devenu un événement mondial soutenu par de grandes multinationales. Le but du tournoi est de prouver sa force en se mesurant aux combattants les plus puissants du monde. Une nouvelle équipe très particulière fait son apparition à ce tournoi. Elle est composée de Geese Howard, Wolfgang Krauser et Mr. Big, les trois hommes ayant essayé de conquérir le monde. Sachant cela Terry Bogard, Andy Bogard et Joe Higashi s'engagent également dans le tournoi. Iori Yagami, l'éternel rival de Kyo Kusanagi, est encore présent faisant équipe cette fois-ci avec Mature et Vice les anciennes sbires de Rugal qui remplacent ses deux anciens acolytes. L'équipe de Iori et celle de Kyo se retrouvent en finale, c'est à ce moment-là qu'apparait Chizuru Kagura la représentante du sponsor du tournoi. Elle leur propose de la combattre. Après sa défaite, elle leur explique que Rugal est mort en tentant d'absorber encore plus le pouvoir de l'Orochi, et qu'elle a besoin d'aide pour vaincre l'homme qui a offert ce pouvoir à Rugal et qui a réveillé Orochi. Iori refuse de l'aider mais Kyo accepte. Goenitz apparait alors et se présente comme celui ayant réveillé Orochi, un grand pouvoir émane de son corps. Iori témoin de cela revient sur sa décision et s'intéresse au combat. Leona qui assiste aussi à la scène reconnait Goenitz comme celui ayant tué ses parents lorsqu'elle était enfant. Le père de Leona était un guerrier d'Orochi et sa mère une humaine sans pouvoir. Son père ne lui a jamais appris à contrôler ses pouvoirs car il s'était retiré du clan. Un jour lorsque Leona est encore enfant Goenitz vient à la rencontre de son père pour le faire revenir. À son refus Goenitz refuse de combattre contre lui mais ensorcelle Leona pour qu'elle tue ses parents. Après cet incident il lui fera perdre la mémoire. Se trouvant orpheline Leona, qui garde en mémoire l'image de Goenitz, rencontre Heidern, Ralf et Clark avec qui elle s'entrainera et cherchera à se venger. Le combat entre Goenitz s'engage alors. Kyo et Iori qui combattent côte-à-côte vaincront Goenitz. Iori en profitera pour boire le sang de Goenitz et obtenir le pouvoir d'Orochi. Chizuru le prévient que les humains dont Orochi coule dans leurs veines ont une faible espérance de vie. Après avoir bu le sang, malgré les recommandations de Chizuru, Iori entre en transe et tue Mature et Vice et se met à hurler en fuyant.

## Personnages

### Personnages par Équipes
Hero Team
- Kyo Kusanagi
- Benimaru Nikaido
- Goro Daimon

New Women Fighters Team
- Mai Shiranui
- King
- Kasumi Todoh

Yagami Team
- Iori Yagami
- Vice
- Mature

Fatal Fury Team
- Terry Bogard
- Andy Bogard
- Joe Higashi

Art of Fighting Team
- Ryo Sakazaki
- Robert Garcia
- Yuri Sakazaki

Psycho Soldier Team
- Athena Asamiya
- Sie Kensou
- Chin Gentsai

Boss Team
- Geese Howard
- Wolfgang Krauser
- Mr. Big

New Ikari Team
- Leona Heidern
- Ralf Jones
- Clark Still

Kim Team
- Kim Kaphwan
- Choi Bounge
- Chang Koehan

### Boss
- Semi boss : Chizuru Kagura
- Boss : Goenitz

## Doublage
- Kyo Kusanagi : Masahiro Nonaka
- Benimaru Nikaido : Monster Maetsuka
- Goro Daimon : Masaki Usui
- Mai Shiranui : Akoya Sogi
- King : Harumi Ikoma
- Kasumi Todoh : Masae Yumi
- Iori Yagami : Kunihiko Yasui
- Vice : Masae Yumi
- Mature : Hiroko Tsuji
- Terry Bogard : Satoshi Hashimoto
- Andy Bogard : Keiichi Nanba
- Joe Higashi : Nobuyuki Hiyama
- Ryo Sakazaki : Masaki Usui
- Robert Garcia : Mantaro Koichi
- Yuri Sakazaki : Kaori Horie
- Athena Asamiya : Tamao Satou
- Sie Kensou : Eiji Yano
- Chin Gentsai : Toshikazu Nishimura
- Leona : Masae Yumi
- Ralf Jones : Monster Maetsuka
- Clark Still : Yoshinori Shima
- Kim Kaphwan : Satoshi Hashimoto
- Choi Bounge : Monster Maetsuka
- Chang Koehan : Hiroyuki Arita
- Geese Howard : Kong Kuwata
- Mr. Big : Masaru Naka
- Wolfgang Krauser : B. J. Love
- Chizuru Kagura : Akiko Saitou
- Goenitz : Yoshinori Shima

## Réédition
- 1997 : Game Boy, sous le titre The King of Fighters: Heat of Battle en occident.
- 2006 : PlayStation 2, via la compilation The King of Fighters '95-'97 [12]
- 2007 : PlayStation PSN, PlayStation Portable PSN

## The King of Fighters '96: Neo-Geo Collection

Logo de The King of Fighters '96: Neo·Geo Collection

The King of Fighters '96: Neo-Geo Collection est un CD-ROM développé et édité par SNK le 14 février 1997 uniquement sur Neo-Geo CD (NGH 229),,. Ce n'est pas un jeu mais un CD de présentation entièrement en japonais du jeu The King of Fighters '96. L'écran titre propose quatre menus. Le menu Game Intro propose une vidéo du mode attractif de The King of Fighters '96 puis un accès au scénario officiel du jeu ; Character Profile permet d'accéder à une base de données sur les personnages du jeu (taille, poids…) ; Command List permet d'accéder à la liste des coups et de lancer une mini démo du jeu ; Sound Play permet d'écouter les musiques instrumentales de The King of Fighters '96 et d'accéder à une galerie d'art fournie concernant le jeu.